# 2-ヒドロキシキノリン-8-モノオキシゲナーゼ
2-ヒドロキシキノリン-8-モノオキシゲナーゼ（2-hydroxyquinoline 8-monooxygenase）は、次の化学反応を触媒する酸化還元酵素である。
キノリン-2-オール + NADH + H+ + O2 {\displaystyle \rightleftharpoons } キノリン-2,8-ジオール + NAD+ + H2O
この酵素の基質はキノリン-2-オール、NADH、H+とO2で、生成物はキノリン-2,8-ジオール、NAD+とH2Oである。補因子として鉄を用いる。
組織名はquinolin-2(1H)-one,NADH:oxygen oxidoreductase (8-oxygenating)で、別名に2-oxo-1,2-dihydroquinoline 8-monooxygenaseがある。